# Kijowska Kolej Dziecięca
Kijowska Kolej Dziecięca (ukr. Київська дитяча залізниця) – dziecięca linia kolejowa o torze szerokości 750 mm położona w syreckim parku kultury i wypoczynku w Kijowie o całkowitej długości torów 2800 m. Należy do ukraińskiej Kolei Południowo-Zachodniej. Linię obsługują dzieci, ucząc się jednocześnie zawodu kolejarza. Praca dzieci jest bezpośrednio nadzorowana przez doświadczonych kolejarzy.

## Historia
Budowa linii odbywała się w czynie społecznym. Brali w niej udział kijowscy kolejarze, robotnicy zakładów przemysłowych, studenci i uczniowie. Pierwszych sześć drewnianych wagonów zostało dostarczonych przez kijowskie zakłady remontowe taboru kolejowego. Parowóz Gr-336 pochodził z kijowskiej parowozowni. Oznaczenie parowozu początkowo zmieniono na JuZ-336 (ros. ЮЗ-336 od Юный Зализничник), a następnie JuP-336 (ros. ЮП-336 od Юный Пионер).
Linia została otwarta 2 kwietnia 1953 jako Mała Kolej Południowo-Zachodnia (ros. Малая Юго-Западная железная дорога, ukr. Мала Пiвденно-Захiдна залiзниця). Wtedy jej długość wynosiła 1,9 km. W miejscu obecnej stacji "Wisienka" znajdowała się stacja "Techniczna". Drugą stacją była "Sportowa", której na początku lat 60. zmieniono nazwę na "Jabłonka" oraz ostatnia, nieczynna już, stacja "Pionierska". W latach 50. wybudowano wiadukt nad wąwozem, który pozwolił wydłużyć linię i uruchomić kolejną stację – "Komsomolską".
W końcu lat 50. linia otrzymała lokomotywę spalinową TU1-001, a kilka lat później kolejną TU2-021. Drewniane wagony osobowe zostały zastąpione metalowymi wagonami z fabryki Pafawag. W końcu lat 60. odcinek od wiaduktu do stacji końcowej "Komsomolska" został rozebrany, a w jego miejscu wybudowano szpital. W związku z rozbiórką tej części trasy połączono wiadukt ze stacją Jabłonka. W ten sposób powstały dwie pętle, mała i duża. Cała trasa została skrócona do 2,8 km.
W połowie lat 80. rozpoczęto modernizację linii. Otrzymano 4 nowe wagony typu PW51, lecz ze względu na ich niższy komfort – w porównaniu z wagonami Pafawagu – nie służyły one długo.
W 1986 ruch po małej pętli został zamknięty. Od tego czasu używana ona była tylko do ruchu manewrowego.
W 1991 przybyły dwie lokomotywy serii TU7A: TU7A-3192 i TU7A-3197. W 1992 lokomotywa TU1-001 zakończyła swoją służbę.

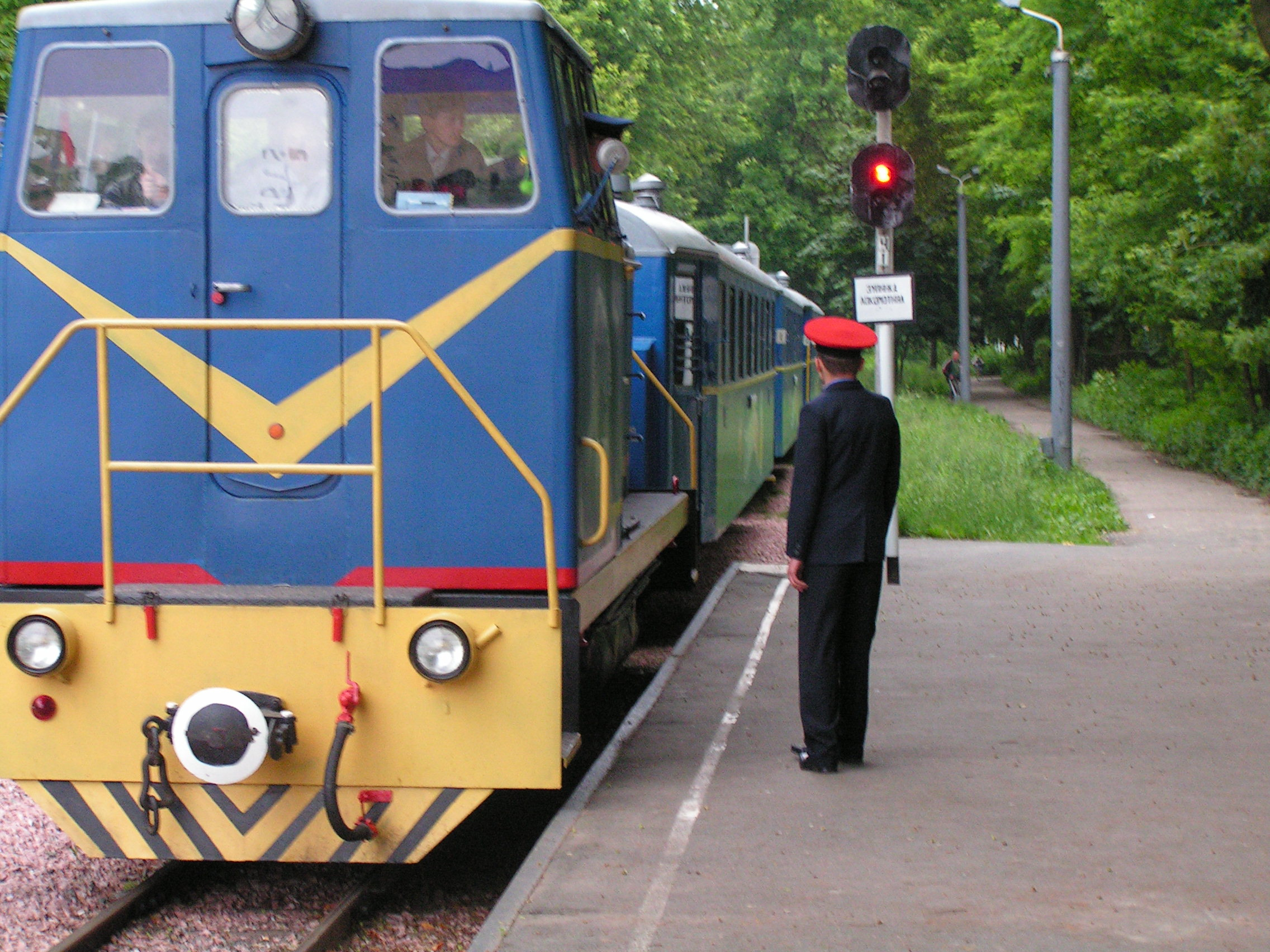
Lokomotywa TU7A z pociągiem

Wraz z rozpadem Związku Radzieckiego nastały dla kolejki trudne czasy. Groziło jej całkowite zamknięcie z powodu braku finansowania.
31 grudnia 1998 na stacji "Pionierskiej" wybuchł pożar, w którego wyniku całkowicie spłonął drewniany budynek dworca z lat 50.
W 1999 rozebrano stację "Jabłonka" i zezłomowano zabytkową lokomotywę TU1-001. Zimą 1999/2000 złomiarze rozgrabili lokomotywę TU2-021.
W 2001 udało się odbudować lokomotywę TU2-021, a dodatkowo lokomotywownia Darnica podarowała kolejną lokomotywę TU2-165, która służyła jako rezerwowa. W tymże roku przed otwarciem sezonu odbudowano stację "Jabłonka" oraz wybudowano lokomotywownię w pobliżu stacji "Technicznej", której nazwę zmieniono na "Wisienka".
W 2002 ponownie uruchomiono ruch na małej pętli. W 2005 przed otwarciem sezonu zezłomowano lokomotywę TU2-021. W maju 2005 po generalnym remoncie wrócił parowóz Gr-336. Obecnie pracuje on okazjonalnie w dni świąteczne, lecz jest nie jest prowadzony przez dzieci.  W 2006 lokomotywę TU2-165 odesłano do Hajworonu.

## Przystanki
- Wisienka
- Jabłonka

## Tabor

### Czynny
- lokomotywa parowa Gr-336
- lokomotywa spalinowa TU7A-3192
- lokomotywa spalinowa TU7A-3197
- 3 wagony osobowe 36-miejscowe typu 3Aw produkcji Pafawagu

### Wycofany
- lokomotywa spalinowa TU1-001
- lokomotywa spalinowa TU2-021
- 6 drewnianych wagonów osobowych
- 4 wagony osobowe typu PW51

## Infrastruktura
- wiadukt – wysokość 19,6 m, długość 100 m
- lokomotywownia i wagonownia
- budynek szkoleniowy

## Rozkład jazdy
Sezon rozpoczyna się 1 maja, a kończy 31 sierpnia. Od 1 maja do 10 czerwca pociągi kursują w każdą niedzielę i święto, a od 10 czerwca również w soboty.
Pociągi kursują co 20 minut. Ze stacji Wisienka odjeżdżają od godz. 11:00 do godz. 15:20. Przejazd pełnej pętli trwa 15 minut.

## Ceny biletów
- bilet normalny – 15 UAH
- bilet ulgowy dla dzieci – 11,24 UAH
- dzieci do lat 6 – bezpłatnie